# Андре Кленнон
Андре Ентоні Кленнон (англ. Andre Anthony Clennon, нар. 15 серпня 1989, Портмор) — ямайський футболіст, що грав на позиції півзахисника. Виступав, зокрема, за клуб «Вотергауз», а також національну збірну Ямайки.

## Клубна кар'єра
У дорослому футболі дебютував 2006 року виступами за команду «Нагго Гід», в якій провів один сезон. Своєю грою за цю команду привернув увагу представників тренерського штабу клубу «Вотергауз», до складу якого приєднався 2007 року. Відіграв за команду з Кінгстона наступні п'ять сезонів своєї ігрової кар'єри.
У 2012 році перебрався до В'єтнаму, де виступав за «Ламдонг» з вищого дивізіону місцевого чемпіонату. Через декілька місяців повернувся у «Вотергауз». У команді виступав з 2012 по 2013 рік, відзначився 5-а голами в 27-и матчах чемпіонату, також допоміг клубу виграти кубок Ямайки. У 2013 році перейшов до іншого ямайського клубу, «Арнетт Гарденс». У футболці «Арнетт» виграв чемпіонат Ямайки 2014/15. У вересні 2015 року відправвився в оренду до кінця 2015 року у фінський «ВПС». Того ж року підписав з «ВПС» повноцінний контракт. У січні 2018 року уклав договір з «Кешлею», до завершення сезону 2018/19 років.
У серпні 2019 році повернувся на батьківщину, де підсилив «Гамблі Лайонз».

## Виступи за збірні
2011 року залучався до складу молодіжної збірної Ямайки. На молодіжному рівні зіграв у 3 офіційних матчах.
У березні 2011 року дебютував у футболці національної збірної Ямайки в товариському матчі проти Сальвадору. Протягом кар'єри у національній команді, яка тривала 5 років, провів у її формі 4 матчі.
У складі збірної був учасником розіграшу Золотого кубка КОНКАКАФ 2015 року у США та Канаді, де разом з командою здобув «срібло». На турнірі провів один матч.

### Матчі за збірну
Станом на 21 січня 2018
| Ямайка  | Ямайка | Ямайка |
| Рік     | Матчі  | Голи   |
| ------- | ------ | ------ |
| 2011    | 1      | 0      |
| 2012    | 0      | 0      |
| 2013    | 0      | 0      |
| 2014    | 0      | 0      |
| 2015    | 3      | 0      |
| Загалом | 4      | 0      |

## Досягнення

### Клубні
«Вотергауз»
- Кубок Ямайки
  -  Володар (1): 2012/13

«Арнетт Гарденс»
- Чемпіонат Ямайки
  -  Чемпіон (1): 2014/15

### У збірній
Ямайка
- Золотий кубок КОНКАКАФ
  -  Срібний призер (1): 2015